# جاکوپو لوپی
جاکوپو لوپی (انگلیسی: Jacopo Luppi؛ زادهٔ ۱۲ اوت ۱۹۹۲) بازیکن فوتبال اهل ایتالیا است.
از باشگاه‌هایی که در آن بازی کرده‌است می‌توان به باشگاه فوتبال چزنا اشاره کرد.